# Rzeź w Lachine
Rzeź w Lachine - doszło do niej rankiem 5 sierpnia 1689 roku, kiedy to 1500 wojowników z plemienia Mohawków niespodziewanie zaatakowało małą, liczącą 375 mieszkańców, osadę Lachine (Nowa Francja) w górnej części Île de Montréal.  Przyczyną ataku było rosnące niezadowolenie Mohawków oraz pozostałych plemion ligi irokeskiej z coraz częstszych wtargnięć Francuzów na ich terytorium. Nastąpił on także za namową osadników z Nowej Anglii, którzy widzieli w tym sposób na uzyskanie przewagi nad Nową Francją. W wyniku napaści część osady została zniszczona, a wielu mieszkańców schwytano lub zabito.

## Przyczyny ataku
Na mocy zawartego w Whitehall w 1669 roku angielsko-francuskiego porozumienia potencjalny konflikt między dwoma państwami nie mógł mieć wpływu na zachowanie pokoju i prawa do bezstronności w ich koloniach. Mimo to po dwóch dekadach niestabilnego pokoju – w roku 1689 – Anglia i Francja przystąpiły do wojny przeciw sobie. Wojna toczyła się głównie na terenach Nowej Francji i Nowej Anglii. Angielscy koloniści zamieszkujący Nowy Jork, nakłaniali Irokezów do zaatakowania bezbronnych osad Nowej Francji. Podczas gdy Anglicy szykowali się do wojny, mieszkańcy Nowej Francji byli zupełnie nieprzygotowani na atak Indian, ponieważ wiadomość o formalnym wszczęciu wojny nie dotarła jeszcze na tereny Nowej Francji.
Od momentu, gdy osiemdziesiąt lat wcześniej ustanowiono kolonie Nowej Francji, Irokezi postrzegali kolonistów jako zagrożenie ich niepodległości. Byli chętni do zawiązania sojuszu z Anglią, aby odsunąć zagrożenie ze strony Francuzów. W celu pokrzyżowania planów kolonialnych sił zbrojnych Irokezi podjęli agresywne działania przeciwko plemionom, będącym w sojuszu z Francją, takim jak Huroni i Konfederacją Illinois, którzy pomagali Francuzom w handlu futrami, będącymi towarem luksusowym dla Europejczyków. W odpowiedzi Francuzi, najpierw pod dowództwem Alexandra de Prouville'a w latach 60. XVII wieku, a następnie Jacques'a-René de Brisaya w latach 80., podjęli działania represyjne przeciwko Irokezom w celu przywrócenia swojej dominacji w handlu futrami. Denonville, gubernator Nowej Francji, poprowadził 2000 ludzi w głąb terytorium Seneków i zniszczył ich największą osadę. Irokezi, rozgniewani tą napaścią i wyzyskiwaniem swoich pobratymców, byli o krok od zaatakowania Francuzów.

## Atak Irokezów
Rano 5 sierpnia 1689 roku wojownicy z plemienia Irokezów wyruszyli na bezbronną i niespodziewającą się ataku osadę Lachine. Popłynęli łodziami w górę rzeki Świętego Wawrzyńca, przebyli jezioro Saint-Louis i dotarli do południowego wybrzeża Île de Montréal. Podczas gdy koloniści spali, najeźdźcy otoczyli ich domy i czekali na sygnał od swojego przywódcy. Następnie zaatakowali domy, wyważając drzwi i okna, i wyciągnęli kolonistów na zewnątrz w celu dokonania egzekucji. W przypadku, gdy koloniści barykadowali się w domach, Indianie podpalali budynki i czekali, aż ich ofiary wyskoczą z płomieni. Ogień doszczętnie strawił 56 z 77 budynków, znajdujących się na terenie osady. Z powodu znacznej odległości, dzielącej Lachine od innych osad, a co za tym idzie utrudnionej komunikacji i problemów z organizacją, Francuzi nie mieli możliwości przeprowadzenia kontrataku. 
W początkowej fazie ataku zginęło dwudziestu czterech kolonistów, a ponad siedemdziesięciu zostało wziętych do niewoli. Pozostałym Kanadyjczykom udało się uciec. Blisko pięćdziesięciu z tych, którzy zostali wzięci do niewoli, torturowano do śmierci (spalono żywcem lub zjedzono), niektórym udało się uciec, a czterdziestu dwóch uwolniono w ramach wymiany więźniów. Kilkoro dzieci oszczędzono i przyjęto do społeczeństwa Irokezów.

## Bierna postawa Francuzów

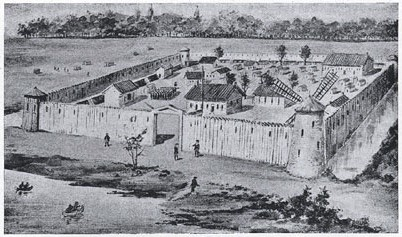
Fort Rémy, znany także jako Fort Lachine.

Wieść o ataku rozniosła się, kiedy jeden z ocalałych dotarł do miejscowego garnizonu, oddalonego o trzy mile od osady i powiadomił żołnierzy o całym wydarzeniu. W odpowiedzi dwustu żołnierzy pod dowództwem Daniela d'Auger de Subercase'a razem z setką uzbrojonych cywilów i grupą żołnierzy z pobliskich fortów Rémy, Rolland i La Présentation ruszyło przeciwko Irokezom. Udało im się uratować kilku kolonistów, uciekających przed ścigającymi ich Mohawkami. Jeszcze zanim Francuzi dotarli do Lachine, gubernator Denonville odwołał ich z powrotem do Fortu Rolland w obawie przed utratą możliwości zaprowadzenia pokoju z miejscowymi Irokezami. Gubernator Denonville miał pod sobą siedmiuset żołnierzy na terenie koszarów w Montrealu i mógłby pokonać siły zbrojne Irokezów, jednak zdecydował się na dyplomację i nie posłużył się swoimi oddziałami, aby odeprzeć ataki Irokezów.
Kilka dni po ataku niewielka grupa żołnierzy opuściła Fort Rémy, aby udać się do Fortu Rolland, jednak po drodze natknęli się na Irokezów i zostali zabici. Irokezi wędrowali po wyspie bez żadnej interwencji ze strony Europejczyków przez trzy dni, po czym popłynęli z powrotem w górę rzeki Saint Lawrence. Bezczynność Francuzów drogo kosztowała także inne osady znajdujące się na terenie Montrealu. Miesiąc po najeździe na Lachine Irokezi zaatakowali wioskę La Chesnaye, zabijając kolejnych czterdziestu dwóch kolonistów.

## Przekazy historyczne
W Europie przekazy na temat rzezi w Lachine pochodzą z relacji ocalałych z ataku i katolickich misjonarzy z tej okolicy, które znacznie wyolbrzymiały liczbę zabitych. Końcowa liczba ofiar śmiertelnych, wynosząca 24 zabitych, została ustalona na podstawie analizy parafialnych ksiąg metrykalnych kościoła katolickiego sporządzonych przed atakiem. Istnieją także katolickie sprawozdania dotyczące ataku. François Vachon de Belmont, piąty przełożony Towarzystwa Kapłanów św. Sulpicjusza w Montrealu, pisał tak w swojej książce Historia Kanady:

Po tym całkowitym zwycięstwie, nieszczęśliwa grupa więźniów była uzależniona od ogromnego gniewu, który mogłaby wzbudzić w tych barbarzyńcach najokrutniejsza zemsta. Zwycięska armia zabrała ich na drugi koniec jeziora St. Louis i podczas przeprawy wydała dziewięćdziesiąt okrzyków, aby powiadomić o liczbie więźniów lub głów, których prowadzili ze sobą, mówiąc, przechytrzyłeś nas, Ononthio, i my przechytrzymy ciebie. Jak tylko dotarli na miejsce, rozpalili ogień, wbili w ziemię pale, spalili pięciu Francuzów, upiekli sześcioro dzieci i kilku innych i zjedli ich.

Ocaleni z rzezi w Lachine donieśli, że czterdziestu ośmiu ich rodaków poddano torturom, spalono i zjedzono tuż po schwytaniu. Świadkowie ci również byli torturowani. Po napaści francuscy koloniści odnaleźli pozostawioną przez Irokezów na polu bitwy angielską broń i zorientowali się co do prawdziwych intencji Anglików. Irokezi nie pozostawili żadnych przekazów na temat ataku, ale francuskie źródła podają, że jedynie trzech najeźdźców straciło życie. Ponieważ wszystkie przekazy dotyczące ataku są jednostronne, informacje na temat kanibalizmu i zmuszania rodziców do wrzucania ich dzieci do ognia mogą być przesadzone i zmyślone.

## Wpływ na stosunki francusko-angielskie
Po wydarzeniach w Lachine Denonville'a wezwano do Francji z powodu spraw niezwiązanych z rzezią i w październiku 1689 roku posadę gubernatora Montrealu przejął Louis de Buade de Frontenac. Frontenac zimą 1690 roku rozpoczął ataki na południe w "franko-kanadyjskim stylu", mające na celu wywarcie zemsty na angielskich kolonistach.
Rzeź w Lachine dała początek wojnom pomiędzy Francuzami i Irokezami, trwającym nieprzerwanie przez trzy lata. W 1696 roku z Lachine Frontenac w akcie zemsty za rzeź 1689 roku poprowadził oddział 1000 żołnierzy na ziemie Irokezów. Na trasie marszu w głąb terytorium Mohawków nie spotkał oporu ze strony miejscowej ludności, więc powrócił do Montrealu, gdzie niedługo po tym zmarł. Na stanowisku gubernatora Montrealu zastąpił go Philippe de Rigaud Vaudreuil, który w imieniu Denonville'a powołał Subercase'a po ataku na Lachine i siedem lat później wspomagał Frontenaca podczas jego bezskutecznej wyprawy.